# Henschtal
Henschtal est une municipalité de la Verbandsgemeinde de Glan-Münchweiler, dans l'arrondissement de Kusel, en Rhénanie-Palatinat, dans l'ouest de l'Allemagne.